# Minudasht
Minudasht (în persană مينودشت) este un oraș din Iran.